# Eugen Cizek
Eugen Cizek (n. 24 februarie 1932 - d.16 decembrie 2008, București) a fost un istoric și filolog român, specialist în filologie clasică, profesor universitar la Facultatea de Limbi și Literaturi Străine, din cadrul Universității din București, autorul unor studii ce privesc literatura latină, între care remarcabilă este Istoria literaturii latine.
Prin vastitatea operei sale, publicată la cele mai mari edituri din străinătate, Eugen Cizek se înscrie în rândul celor mai mari profesori români de Limbi Clasice (Latină cu precădere) din perioada postbelică. De altfel, Eugen Cizek este unul dintre puținii clasiciști români de reputație internațională.

## Date biografice
Eugen Cizek s-a născut la data de 24 februarie 1932 la București cu numele de Eugen Antoniu. În 1955 absolvă Facultatea de Litere specializarea filologie clasică la Universitatea din București. În 1968 devine doctor în științe filologice la aceeași universitate iar apoi docteur-ès-lettres a Universității din Lyon II. A fost ales membru al Academiei de Științe, Litere și Arte din Lyon, al Société des Études Latines din Paris și, mai târziu, membru corespondent al Academiei din Barcelona. În 1982 este distins cu premiul ADELF al Asociației Scriitorilor din Paris și, tot în același an, Academia Română îi acordă Premiul Timotei Cipariu. Se stinge la București, la vârsta de 77 de ani.

## Lucrări
- Publius Vergilius Maro (1964), Eneida, Colecția Biblioteca pentru toți, Traducere de Eugen Lovinescu, Text revăzut, prefață, tabel cronologic, note și indice de Eugen Cizek, București: Editura pentru Literatură
- Structures et idéologie dans "Les vies des douze Césars" de Suétone, (cu bibliografie pentru Gaius Suetonius Tranquillus), Les Belles Lettres, Paris, 1977
- Scriitori greci și latini, Editura Științifică și Enciclopedică, București, 1978
- Epoca lui Traian. Împrejurǎri istorice și probleme ideologice, Editura științifică și enciclopedicǎ, București 1980
- Néron, Fayard, Paris, 1982
- Secvență Romană, Editura Politică, 1986
- Evoluția romanului antic, Editura Univers, București, 1987
- Mentalités et institutions politiques romaines, Fayard, Paris, 1990
- L'empereur Aurélien et son temps, Les Belles Lettres, Paris, 1994
- Histoire et historiens à Rome dans l'antiquité, Presses Univ. de Lyon, Lyon, 1995
- Mentalități și instituții romane, București, Editura Globus, 1998
- Istoria literaturii latine vol. I+II, Editura Corint, 2003, ISBN 973653412X
- Petroniu,Satyricon,traducere, postfață și note de Eugen Cizek, Paideia, București, 2003
- L'empereur Titus, Paideia, București 2006, ISBN 973-596-318-3